# Diario di un ladro
Diario di un ladro (Pickpocket) è un film del 1959 diretto da Robert Bresson.

## Trama
Michel è un giovane borsaiolo che sfrutta la propria abilità per dimostrare agli altri e a sé stesso di essere superiore a tutto e a tutti. Ogni giorno, nella misera camera in cui vive a pigione, annota le sue imprese criminali in un diario e si esercita  per perfezionare la tecnica del borseggio. Dopo aver compiuto un furto all'ippodromo viene fermato da due agenti e condotto al comando di polizia. L'ispettore che segue le indagini sui borseggi nei luoghi pubblici lo rilascia perché non ha abbastanza prove contro di lui (ma seguiterà a controllarlo di persona). Michel, nel frattempo, conosce Jeanne, una ragazza che abita nel palazzo dove vive sua madre; l'anziana donna, gravemente malata, morirà qualche tempo dopo nonostante le attenzioni premurose della sua vicina. Entrato in un giro di borseggiatori professionisti, Michel inizia con loro una serie di furti nei luoghi affollati: le stazioni ferroviarie, i treni, i boulevards. Quando la banda viene sgominata dalla polizia, il ragazzo riesce ad evitare l'arresto e parte per Milano, da dove, trascorsi due anni, ritorna a Parigi. Dopo aver scoperto che Jeanne vive da sola e ha avuto una bambina, Michel ricomincia a rubare, stavolta per aiutare la sua amica; ma viene subito arrestato. In prigione capirà finalmente di amare Jeanne (la sola persona rimastagli accanto) e di essere da lei ricambiato. Le ultime parole scritte nel suo diario saranno: "Oh Jeanne, quale strano cammino dovevo compiere per raggiungerti!".

## Produzione
Il soggetto del film fa riferimento all'opera Delitto e castigo.
Il ruolo del protagonista è affidato a Martin LaSalle, alla sua prima esperienza cinematografica.
La pellicola è girata interamente a Parigi.

## Distribuzione
Il film è stato distribuito nelle sale cinematografiche europee a partire dal 16 dicembre del 1959. In Italia non uscì mai nei cinema.
Il titolo italiano deriva da una edizione televisiva, trasmessa nel 1965.

## Colonna Sonora
In quasi tutti i film di Bresson, l'autore non fa utilizzo di musica, salvo nei titoli di testa e in qualche scena della pellicola (sotto forma extra-diegetica). Il commento sonoro di Diario di un ladro è tratto da una suite di Johann Caspar Ferdinand Fischer.

## Accoglienza
Il critico Morando Morandini, nel suo dizionario omonimo, assegna all'opera di Bresson quattro stelle su cinque, commentando come sia «ascetico, limpido e misterioso, spoglio eppur prezioso, freddo come un diamante, che lascia libero lo spettatore nell'interpretazione, anche del finale».

## Riconoscimenti
- 1960 - Festival di Berlino
  - Candidato all'Orso d'oro